# Arup
A Arup (oficialmente Arup Group Limited) é uma empresa multinacional com sede em Londres, Reino Unido, que fornece serviços profissionais de engenharia, design, planejamento, gerenciamento de projetos e serviços de consultoria para todos os aspectos do ambiente construído. A empresa está presente na África, nas Américas, na Australásia, no leste da Ásia, na Europa e no Oriente Médio, e tem mais de 11 000 funcionários baseados em 90 escritórios ao redor de 38 países. A Arup já atuou em projetos em mais de 160 países. No Brasil, a empresa possui dois escritórios, um na cidade do Rio de Janeiro e o outro em São Paulo.
Arup é uma empresa totalmente independente, gerida por um conselho administrador, sendo seus acionistas seus atuais e antigos funcionários, que recebem uma parte do lucro operacional da empresa a cada ano.

## História
A empresa foi fundada em Londres em 1946, com o nome de “Ove N. Arup Consulting Engineers” por Sir Ove Arup. Sir Ove Arup se propôs a criar uma empresa onde profissionais de diversas áreas poderiam trabalhar juntos para realizar projetos de maior qualidade do que seria possível se trabalhassem isoladamente. Em 1963, juntamente com o arquiteto Philip Dowson, a Arup Associates foi criada para oferecer serviços multidisciplinares de engenharia e arquitetura. Em 1970, a empresa passou a ser denominada como "Ove Arup & Partners" e, no mesmo ano, Ove Arup produziu "O Discurso Chave", documento que estabeleceu valores e uma visão de futuro para a Arup.

## Projetos notáveis

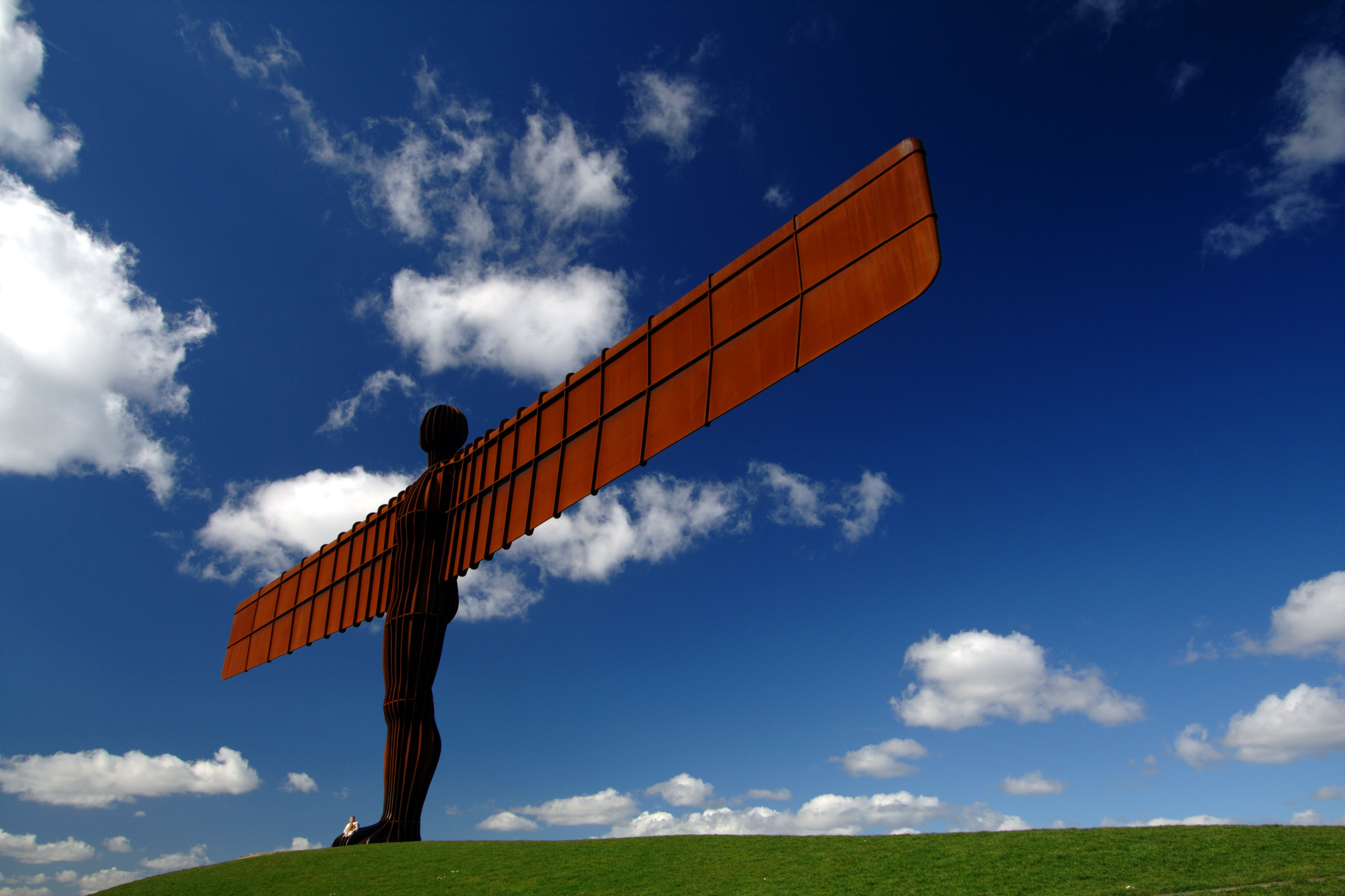
Angel of the North

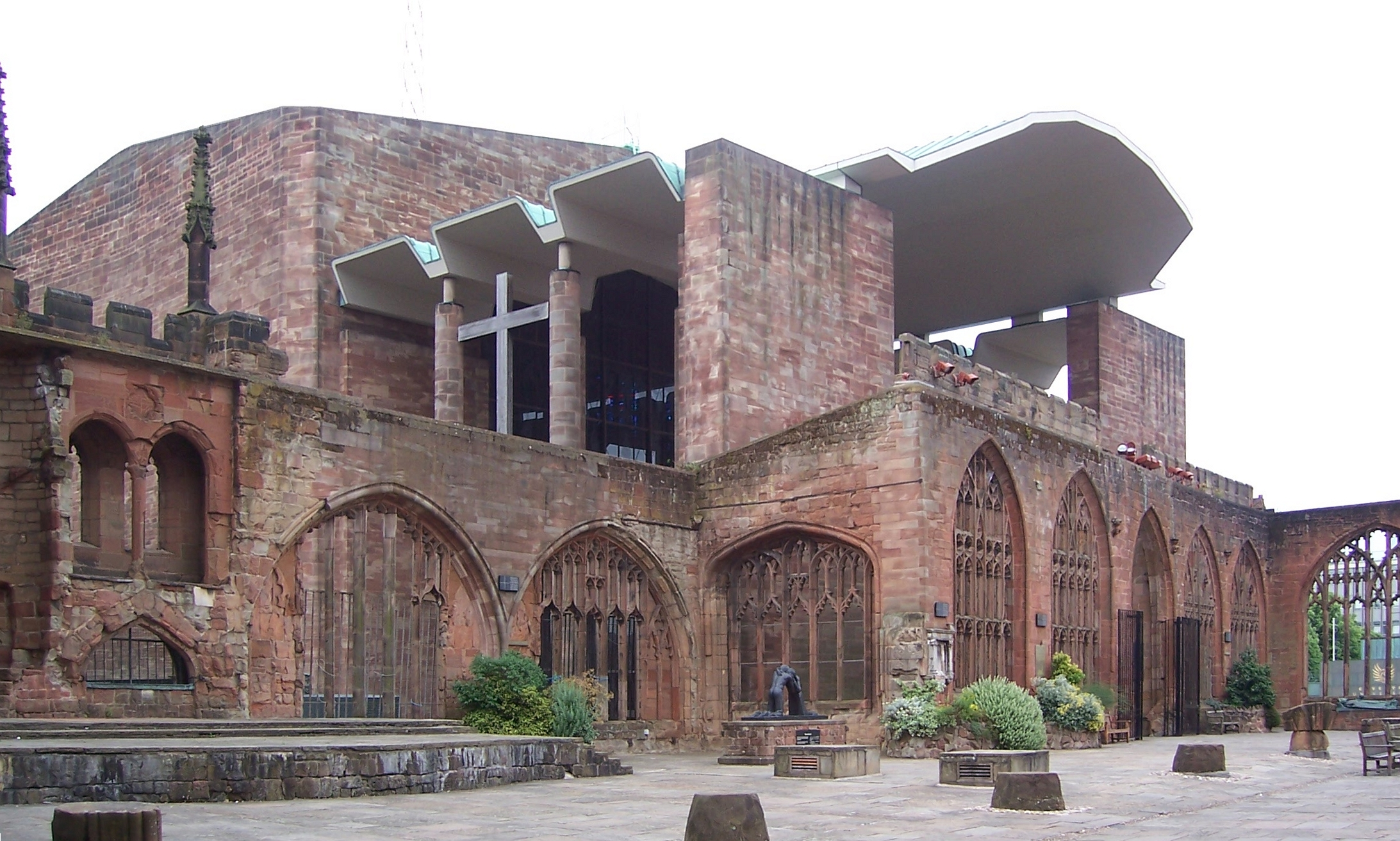
Catedral de Coventry, mostrando o novo edifício da Arup em segundo plano.

A Arup é mais conhecida por seu trabalho de projetos de engenharia para o ambiente construído. Projetos para o qual ela contribuiu incluem o Sydney Opera House, obra que a destacou mundialmente como uma das principais consultorias de engenharia. Alguns exemplos de projetos ao redor do mundo:

### África
- Letsibogo Dam, Botswana (design e geotecnia, 1997)
- Tribunal Constitucional, em Joanesburgo, África do Sul (engenheiros multidisciplinares e gerente de projetos, 2004, arquiteto: OMM)
- Hospital Escocês Livingstone, Molepolole, Botswana (design e supervisão da construção, 2007)
- Terminal Central no Aeroporto Internacional OR Tambo, África do Sul (design conceitual, plano diretor e gerenciamento de projetos de 2009, arquiteto: Bentel Abramson & Partners )
- Estrela Verde (África do Sul), um sistema de certificação green building
- Dwabor Kindergarten, Gana (design e engenharia, 2010)
- Ferrovia rápida Gautrain (Joanesburgo a Pretória e Sandton ao Aeroporto Internacional OR Tambo), na África do Sul (estudos conceituais e de certificação independente, 2010)

### Américas
- Catedral de Nossa Senhora dos Anjos, em Los Angeles, EUA (engenheiros mecânicos e elétricos, 2002, arquiteto: Rafael Moneo)
- De Young Museum, San Francisco, EUA (engenheiros mecânicos e elétricos, 2005, arquitetos: Herzog & de Meuron)
- Michael Lee-Chin Cristal no Royal Ontario Museum, em Toronto, Canadá (engenheiros estruturais, mecânica e elétrica, 2007, arquiteto: Daniel Libeskind)
- California Academy of Sciences, San Francisco, EUA (engenheiros de estruturas e serviços, 2008, arquiteto: Renzo Piano)
- Y2E2 Building, da Universidade de Stanford, Palo Alto, EUA (engenheiros mecânicos e elétricos, 2008, arquiteto: Boora Arquitetos)
- New Tappan Zee Bridge (Rio Hudson), Nova York, EUA (estudos de conceito, 2009)
- Fulton Center, Nova York, EUA (engenheiros estruturais, em curso, Daniel HDR Frankfurt / Page Ayres Cowley Arquitetos / Grimshaw Arquitetos / Lee Harris Pomeroy Arquitetos)
- 2nd Avenue Subway, Nova York, EUA (engenharia de túneis , em curso)
- High Roller (roda gigante), Las Vegas, EUA (engenharia estrutural e elétrica, em curso)

### Brasil
São Paulo
- Estudo de viabilidade da revitalização do Porto de Santos
- Projetos de Engenharia para o Centro Cultural Luz
- Estratégias de Sustentabilidade para o projeto Parque da Cidade
- Revisão dos projetos de engenharia para o Goldensquare Shopping
- Casa do Murillo Vidotti
- Projeto de acústica da Sala São Paulo

Rio de Janeiro
- Certificação da Qualidade do Projeto da Linha 4 Sul do Metrô
- Estratégias de Sustentabilidade para Vila Olímpica do Rio de Janeiro 2016
- Revisão estrutural da nova arquibancada do Maracanã
- Projeto estrutural e consultoria LEED para o Velódromo Rio 2016
- Projeto estrutural, instalações e consultoria LEED para o Centro Olímpico de Treinamento Rio 2016

### Ásia

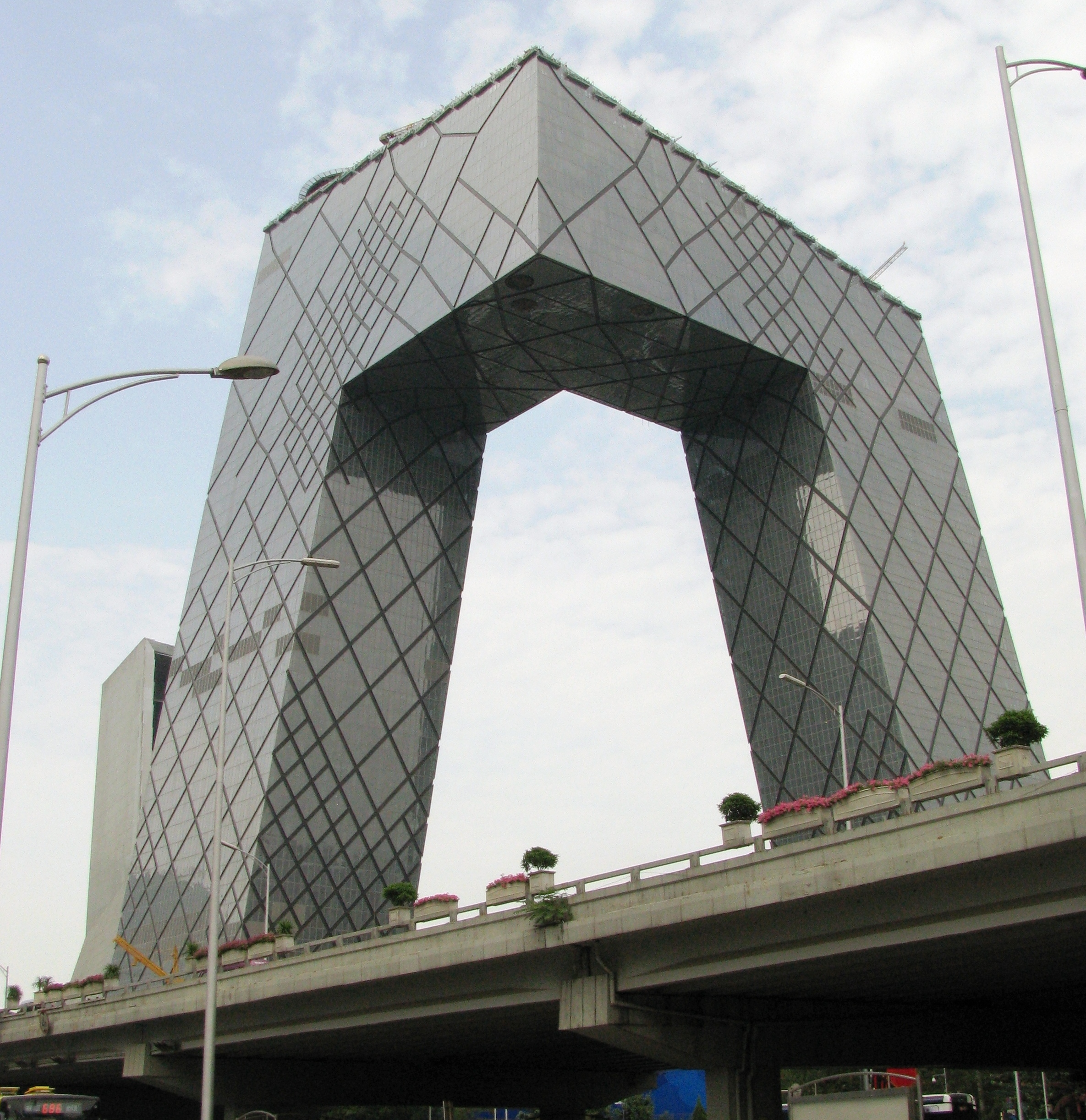
Sede da CCTV no distrito central de negócios de Pequim, em fase de conclusão (Agosto de 2008).

- Torre HSBC, Hong Kong (engenheiros civis e estruturais, 1985, arquitetos: Norman Foster)
- Aeroporto Internacional de Kansai, Osaka, Japão (engenheiros de estruturas e serviços, 1994, Arquiteto: Renzo Piano Building Workshop)
- Petron Megaplaza, Makati, Filipinas (engenheiros estruturais, 1998, arquiteto: Skidmore, Owings & Merrill)
- International Finance Centre, Hong Kong (engenheiros estruturais e geotécnicos, 2003, Rocco Projeto Arquitetos)
- Centro Aquático Nacional de Pequim (Cubo D'Água), Pequim, China (design e engenheiros estruturais, 2008, arquitetos: PTW Architects / CSCEC / CCDI)
- Estádio Nacional de Pequim (o "Ninho de Pássaro"), Pequim, China (engenheiros estruturais, 2008, arquitetos: Herzog & de Meuron / China Architectural Design & Research Group / Ai Weiwei)
- Sede da CCTV, Pequim, China (engenheiros estruturais, 2008, arquitetos: Rem Koolhaas e Ole Scheeren / OMA)
- Fusionopolis, Cingapura (engenheiros estruturais e especialistas, 2008, arquitetos: Kisho Kurokawa)
- Rajiv Gandhi International Airport, Hyderabad, Andhra Pradesh, Índia (serviços completos de engenharia, 2008, arquiteto: Integrated Design Associates)
- Singapore Flyer, Cingapura (engenheiros estruturais, 2008, arquitetos: Kisho Kurokawa / DP)
- Stonecutters Bridge, Hong Kong (engenheiros de pontes, 2009, arquiteto: Dissing + Weitling)
- Dongtan Ecocity, Shanghai, China (concepção e plano diretor, 2010)
- Canton Tower, em Guangzhou, China (engenheiros estruturais, 2010, arquitetos: Mark Hemel / Barbara Kuit / IBA)
- Marina Bay Sands Integrated Resort, Cingapura (engenheiros estruturais e especialistas, 2010, arquitetos: Moshe Safdie / Aedas)

### Australia

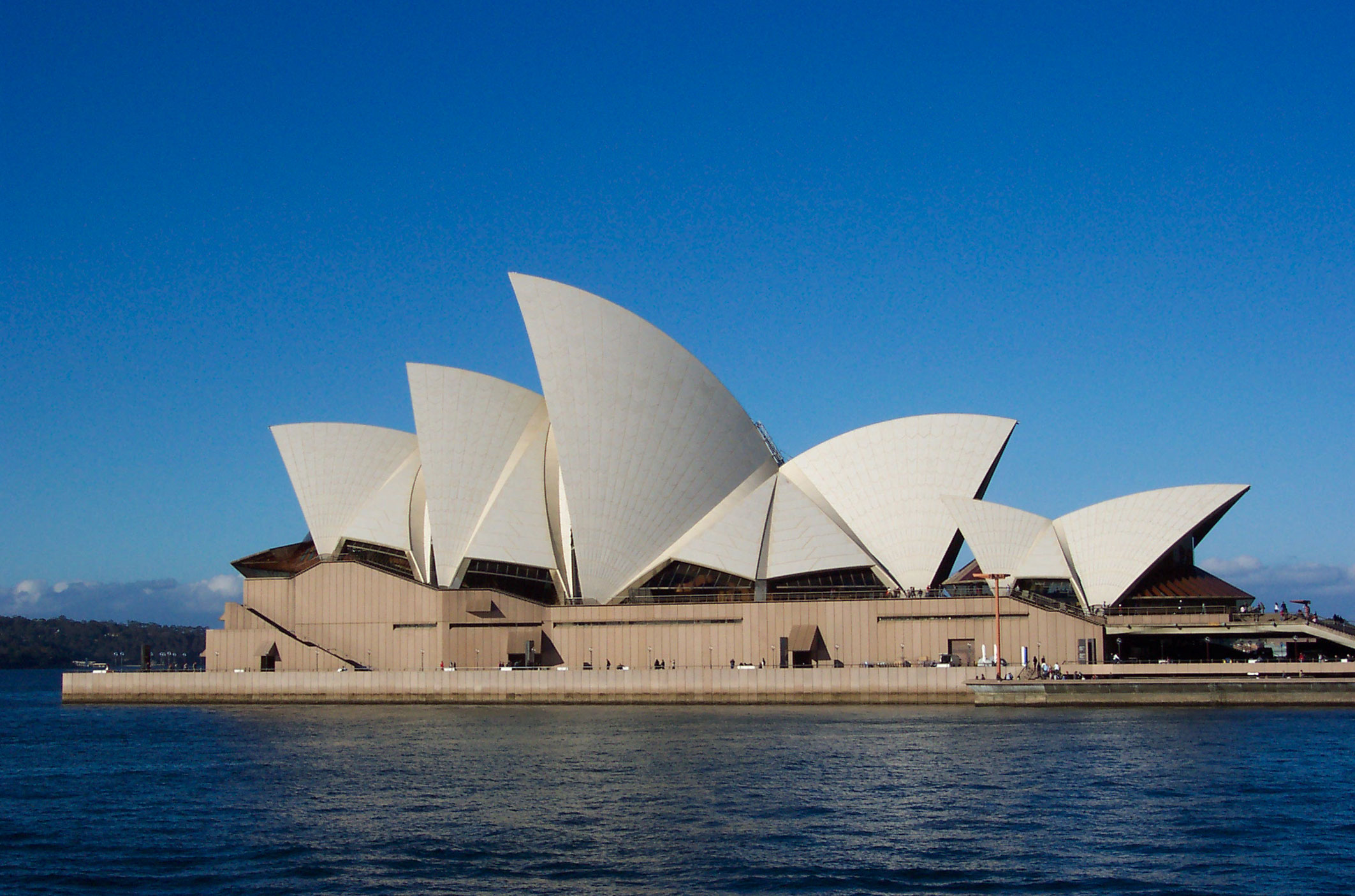
Ópera de Sydney.

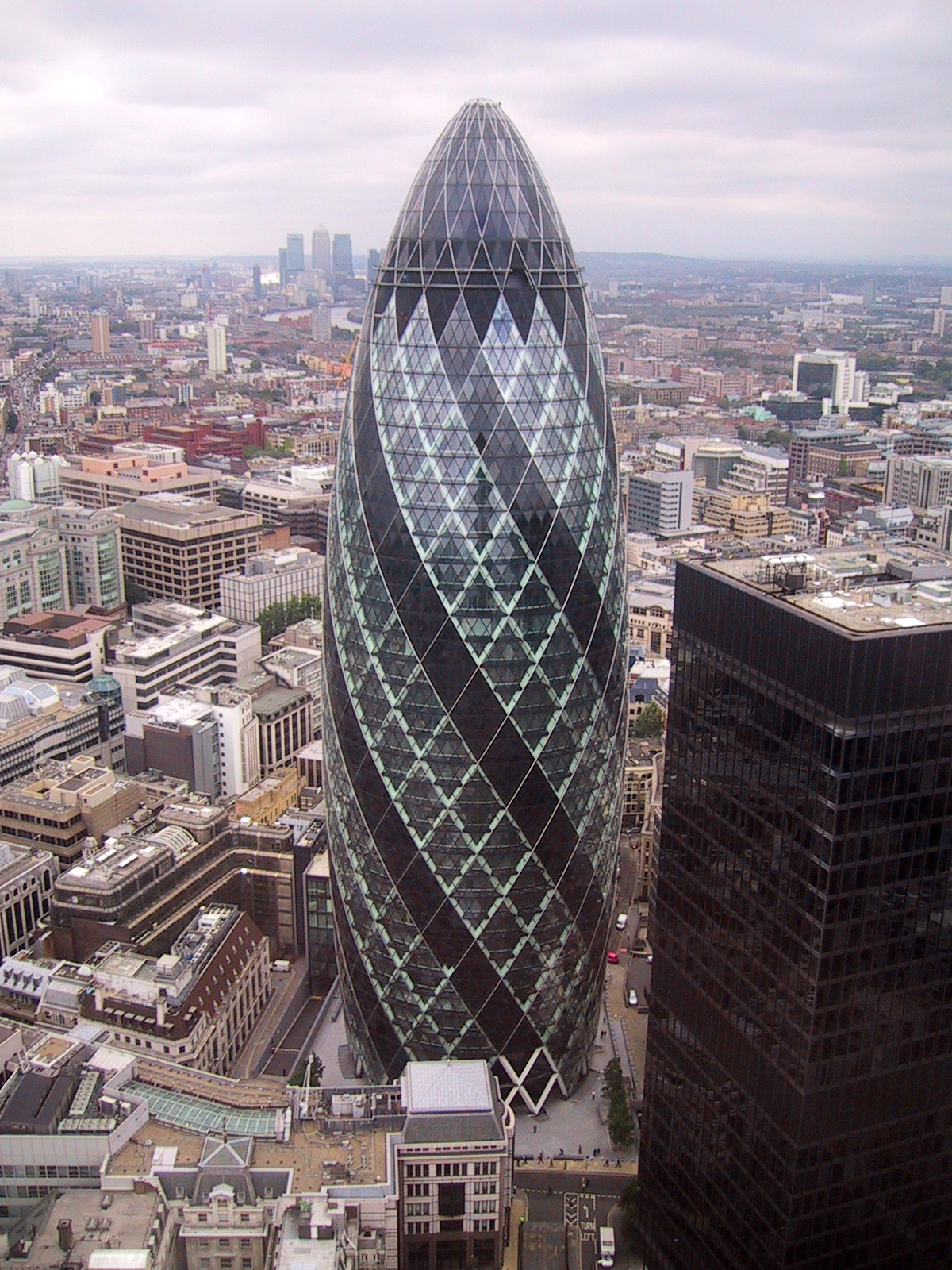
30 St Mary Axe ("o gherkin").

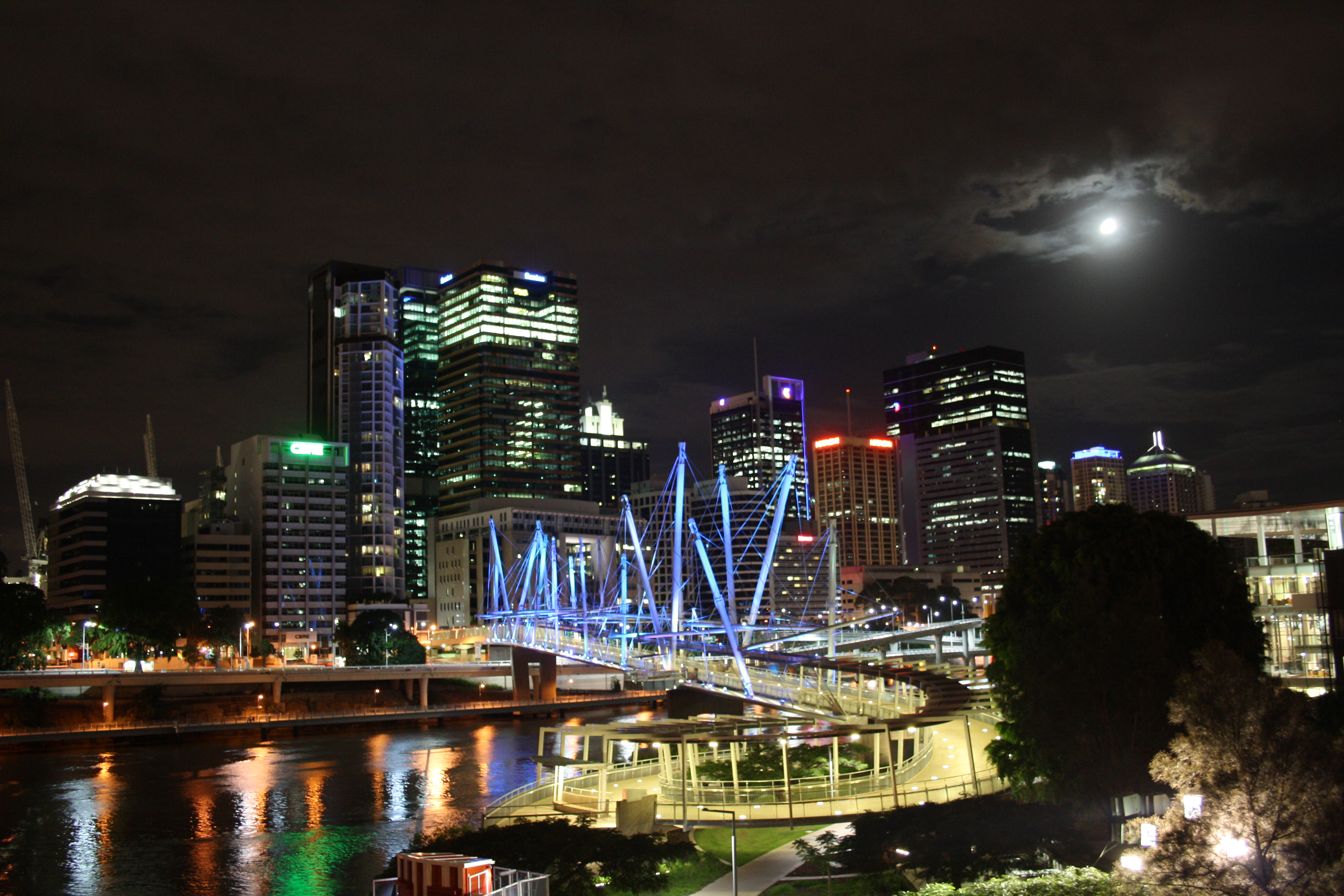
Kurilpa Bridge Brisbane.

- Ópera de Sydney, Sydney, Austrália (engenheiros estruturais, de 1973, arquiteto: Jørn Utzon)
- Andrew "Boy" Charlton Pool, Sydney, Austrália
- Ponte Goodwill, Brisbane, Austrália (design da ponte de 2001, arquitetos: Cox Rayner)
- Remodelação do Suncorp Stadium Lang Park, Brisbane, Austrália (plano diretor, engenheiros civis e estruturais de 2003, arquitetos: Populous / PDT)
- Ponte Kurilpa, Brisbane, Austrália (projeto da ponte de 2009, arquitetos: Cox Rayner)
- Museu Nacional da Austrália, Canberra, Austrália (engenheiros estruturais, 2001, arquitetos: Howard Raggatt)
- Galeria Nacional de Victoria, em Melbourne, Austrália (engenheiros estruturais, 2003, arquiteto: Mario Bellini)
- Biblioteca Estadual de Victoria, em Melbourne, Austrália (engenheiros estruturais, 2004, arquitetos: Ancher Mortlock & Woolley)
- Melbourne Cricket Ground, em Melbourne, Austrália (engenheiros civis e estruturais, 2005, arquitetos: MCG5)
- Melbourne Recital Centre & Melbourne Theatre Company Theatre, em Melbourne, Austrália (acústico e engenheiros de teatro de 2009, arquiteto: Ashton Raggat McDougall)
- Museu de Melbourne, Melbourne, Austrália (engenheiros civis e estruturais, 2000, arquiteto: Denton Corker Marshall)
- Estrela de Melbourne, Melbourne, Austrália
- Síncrotron Australiano, Melbourne, Victoria (engenharia especialista, 2007)
- Sinos Swan, em Perth, Austrália (engenheiros estruturais, 2000, arquitetos: Hames Sharley)
- 30 The Bond, Sydney, Austrália
- Parramatta Transport Interchange, Sydney, Austrália
- Carriageworks, Sydney, Austrália
- Estrutura Central do Queen St. Mall, Brisbane, Austrália
- SafeLink Ipswich Motorway Upgrade, Brisbane, Austrália
- K2 Sustainable Housing, Melbourne, Austrália

### Europa

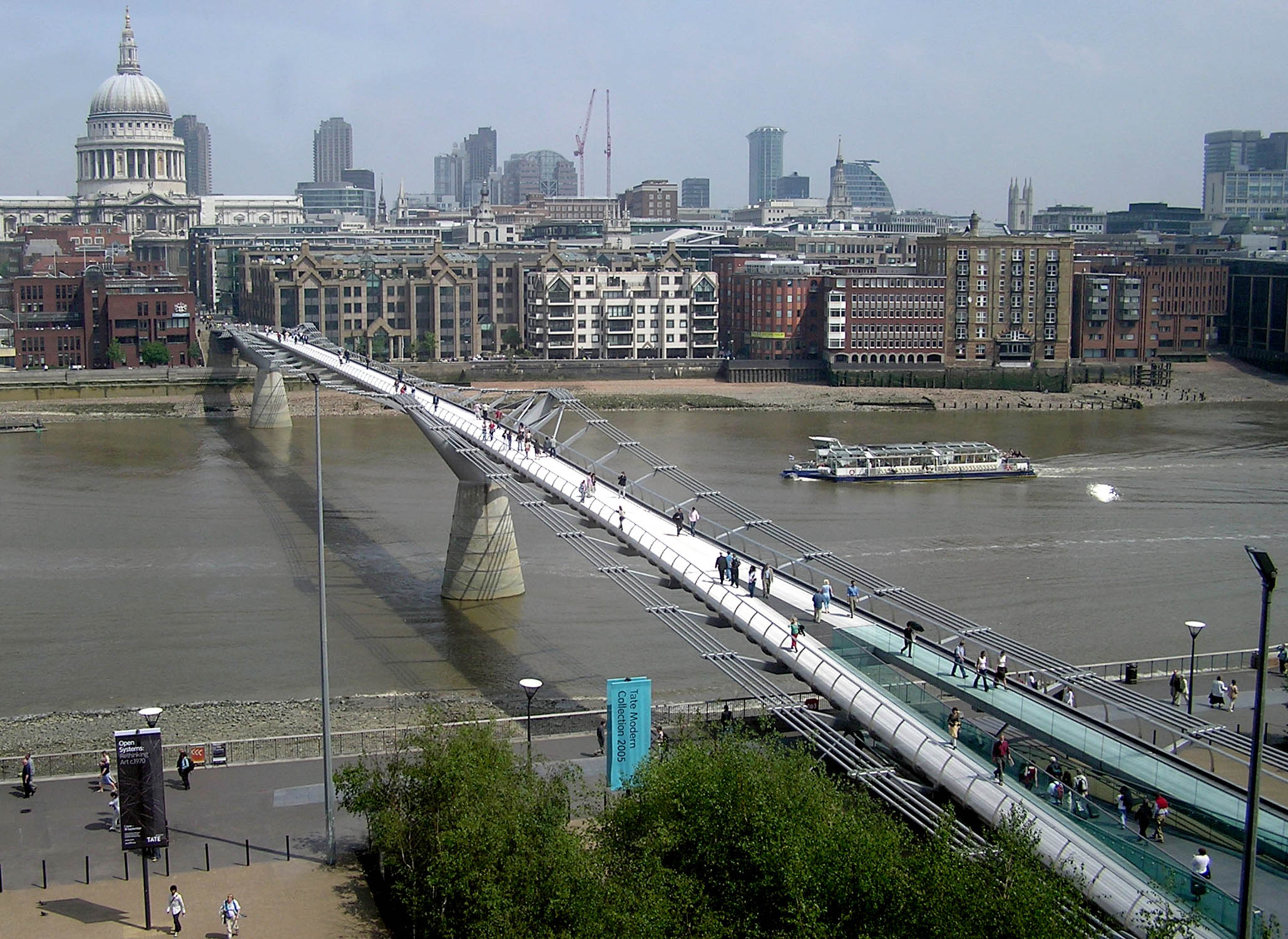
Millennium Bridge em Londres.

- Catedral de Coventry, Reino Unido (engenheiros estruturais, 1962, arquiteto: Sir Basil Spence)
- Centro Georges Pompidou, Paris, França (engenheiros estruturais e de serviço, 1977, arquitetos: Renzo Piano e Richard Rogers)
- Barbican Centre, em Londres, Reino Unido (engenheiros civis e estruturais, 1982, arquitetos: Chamberlin, Powell e Bon)
- Lloyds Building, Londres, Reino Unido (engenheiros civis e planeadores do projeto, 1986, arquiteto: Richard Rogers)
- Angel of the North, Gateshead, Reino Unido (pesquisa avançada estrutural de 1998, designer: Antony Gormley)
- London Eye, em Londres, Reino Unido (projeto original com arquiteto Marcos Barfield)
- Millennium Bridge, em Londres, Reino Unido (engenharia de pontes de 2000, arquitetos: Foster + Partners e Sir Anthony Caro)
- Ponte de Oresund, Dinamarca / Suécia (planejamento e engenharia da ponte de 2000, arquitetos: Dissing + Weitling)
- Sony Center, em Berlim, Alemanha (engenheiros estruturais e ambientais, 2000, arquiteto: Helmut Jahn)
- Torre HSBC, Londres, Reino Unido (engenheiros estruturais, 2002, arquitetos: Foster + Partners)
- City of Manchester Stadium, em Manchester, Reino Unido (Arup Associates arquitetos, 2002)
- Selfridges, em Birmingham, Reino Unido (engenheiros estruturais, 2003, arquiteto: Sistemas de Futuro)
- 30 St Mary Axe ("O Gherkin"), em Londres, Reino Unido (engenheiros estruturais, 2004, arquiteto: Norman Foster)
- Parlamento da Escócia, Edimburgo, Escócia, Reino Unido (estrutural, civil, fachada, geotécnicos e engenheiros de paisagismo de 2004, arquiteto: Enric Miralles)
- Allianz Arena, em Munique, Alemanha (engenheiros estruturais, 2005, arquitetos: Herzog & de Meuron)
- Revitalização do Arnolfini, Bristol, Inglaterra, Reino Unido (engenheiros estruturais, mecânicos e elétricos, 2005, arquitetos: Snell Associates)
- Casa da Música, Porto, Portugal (engenheiros de construção, 2005: arquitetos: Rem Koolhaas / OMA)
- Programa de restauração da Brunel´s SS Great Britain, Bristol, Inglaterra, Reino Unido (engenheiros civis e estruturais, 2005, arquiteto: Alex French partnership)
- Kanyon, Istambul, Turquia (engenheiros estruturais, 2006, arquiteto: Tabanlıoğlu Arquitetos)
- High Speed 1, trem-bala que liga Londres a Paris, Reino Unido (engenharia ferroviária, 2007)
- Terminal 5 do Aeroporto de Heathrow, na Inglaterra, Reino Unido (engenheiros civis , 2008, arquiteto: Richard Rogers)
- Snowdon Summit Building, País de Gales, Reino Unido (engenheiros estruturais, 2009, Ray Hole Arquitetos)
- Grand Canal Theatre, em Dublin, Irlanda (acústico, técnicos de teatro, engenheiros estruturais e serviços de construção, 2010, arquiteto: Daniel Libeskind)
- Centro Aquático de Londres, Reino Unido (engenheiros de estruturas e serviços, 2012, arquiteto: Zaha Hadid)
- Estádio Nou Mestalla, em Valência, Espanha (engenheiros estruturais, em andamento, arquitetos: Reid Fenwick Asociados)
- Shard London Bridge, Londres, Reino Unido (engenheiros de serviços, em andamento, arquiteto: Renzo Piano)
- Sede do Banco Central Europeu, em Frankfurt, Alemanha (engenheiros de serviços de construção, em andamento, arquiteto: Coop Himmelb(l)au)

### Esportes
A Arup tem sua própria divisão de esportes, a Arup Esportes, especializada em design, consultoria e engenharia estrutural para instalações desportivas. Muitas das arenas esportivas modernas da Arup são projetadas com design diferenciado e a empresa se esforça para revolucionar a arquitetura e também o desempenho dessas arenas. Por exemplo, o Estádio Ninho de Pássaro para as Olimpíadas de 2008, foi elogiado por sua aparência arquitetônica marcante e o City of Manchester Stadium tem fácil acesso para os andares superiores, através de rampas circulares de fora do estádio. Os projetos de estádios mais notáveis liderados pela Arup são o City of Manchester Stadium (2003), a Allianz Arena (2005), o Estádio Nacional de Pequim (2008) e o Donbass Arena (2009).

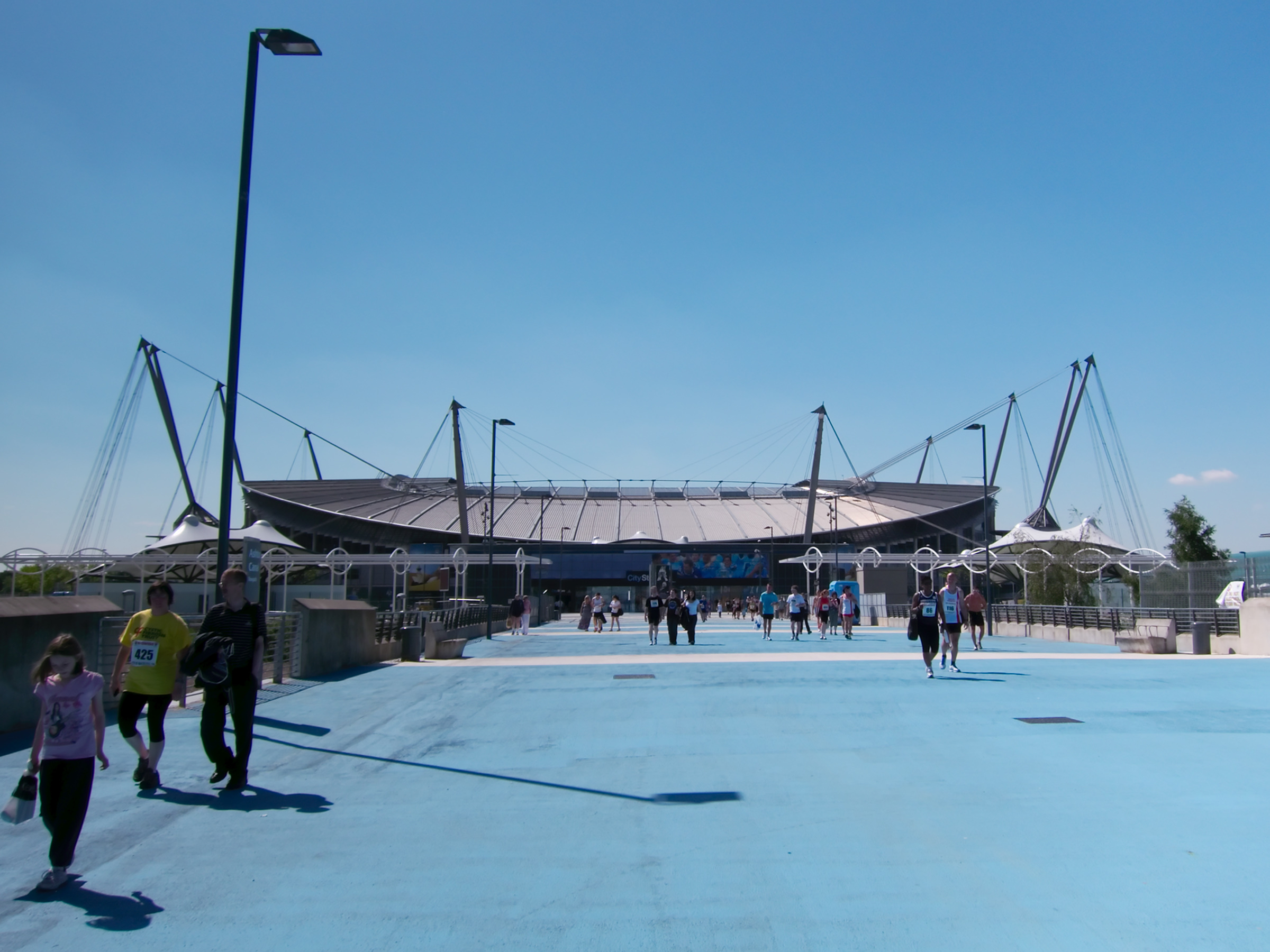
O Etihad Stadium em Manchester, para os jogos da Commonwealth de 2002 e casa do Manchester City F.C.
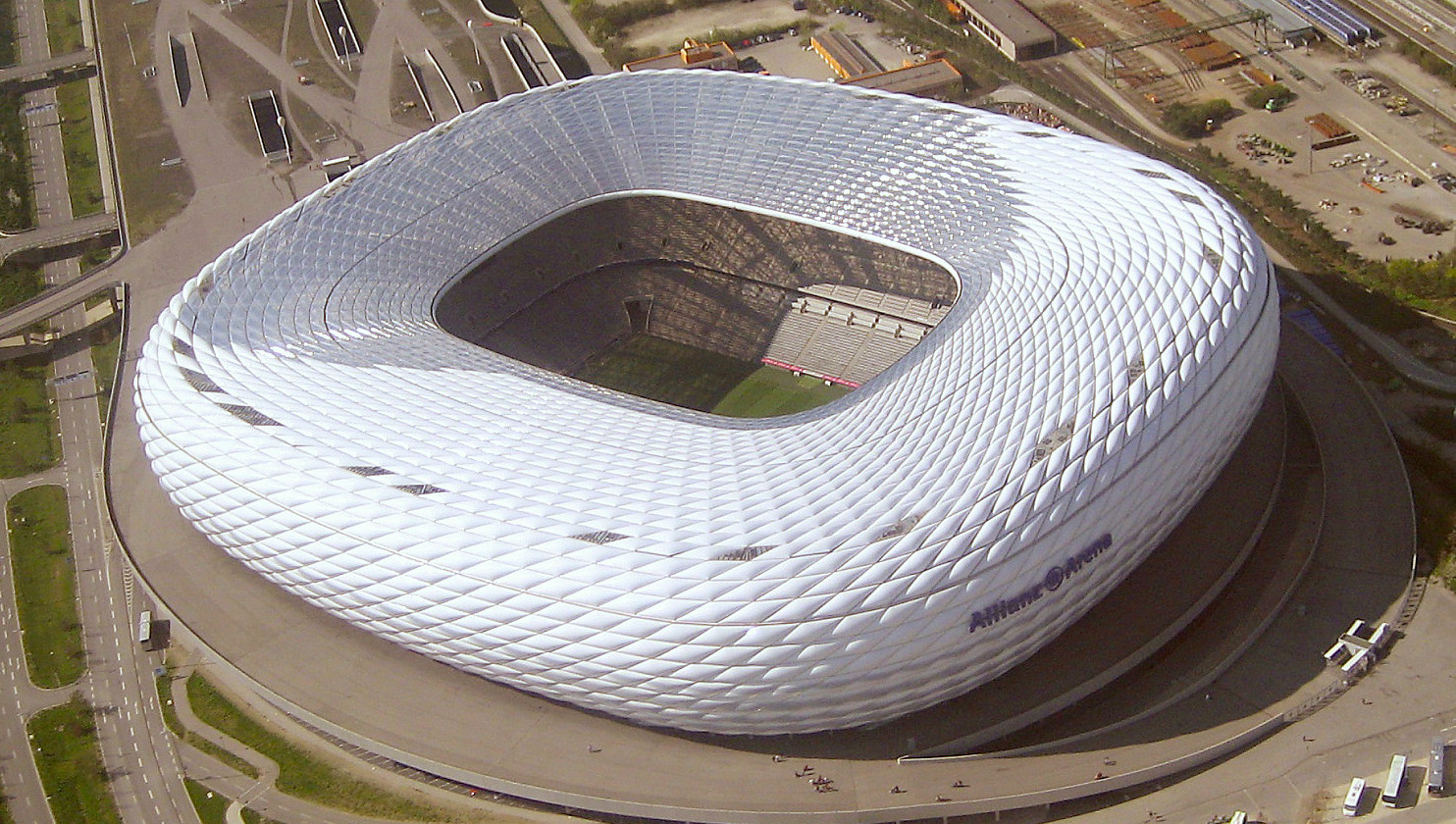
A Allianz Arena na Alemanha, casa do FC Bayern München
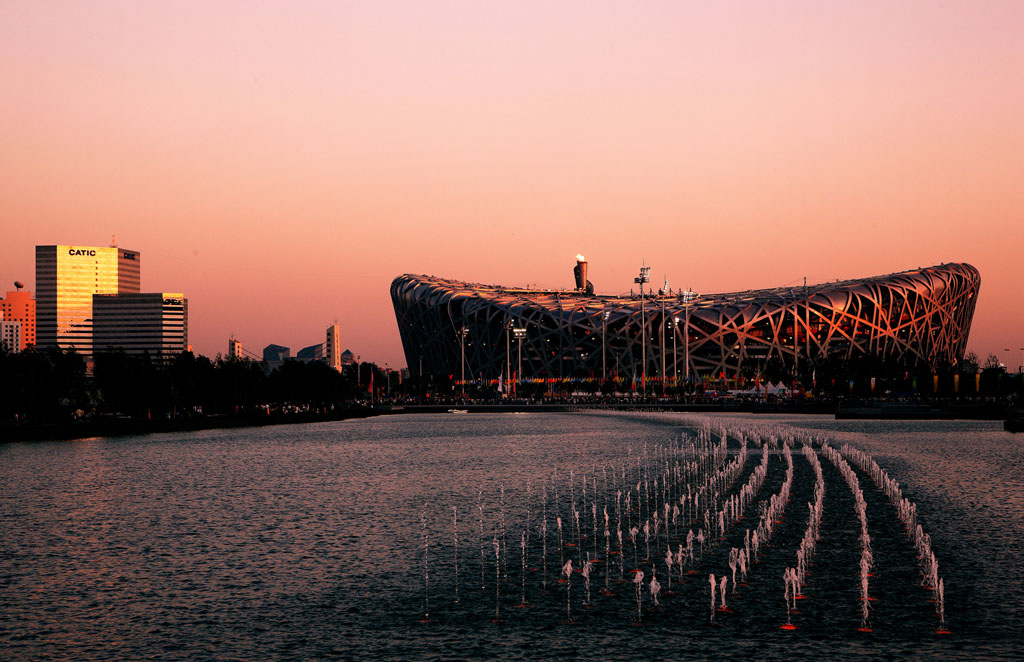
O Ninho do Pássaro Estádio Nacional de Pequim, para as Olimpíadas de 2008

## Prêmios

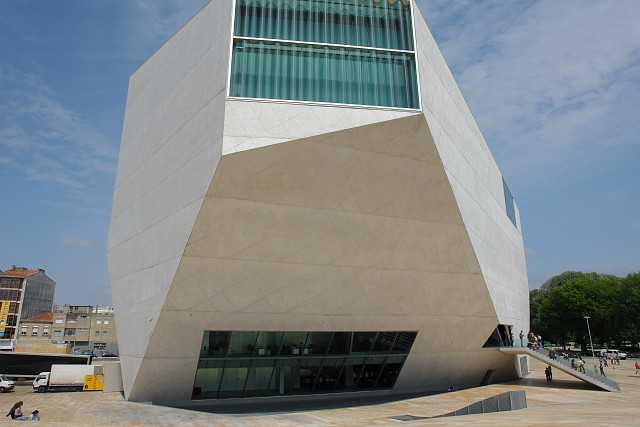
Casa da Música

A Casa da Música, em Portugal, projetada pela Arup e pelo Office for Metropolitan Architecture foi nomeado para o Stirling Prize de 2007. O trabalho da Arup com a Druk White Lotus School, Ladakh, ganhou o Consultancy Firm of the Year 2003, no Consultores Britânicos e no Escritório da Construção - Prêmio Internacional de Expertise. A Arup foi agraciada com o Prêmio Worldaware de Inovação para o seu sistema de ar Vawtex na Harare International School. A Arup ganhou o prêmio de design de Engenharia de Segurança contra incêndios quatro vezes desde a sua criação em 2001. O prêmio inaugural de 2001 foi vencido pela contribuição da Arup para o Eden Project, em Cornwall, Reino Unido, no projeto de construção da maior estufa do mundo. Em 2004, o projeto para a Prefeitura de Londres foi nomeado vencedor conjunto. Em 2005, o Templo Mills Eurostar Depot ganhou. O vencedor de 2006 foi para a casa Ametista, um prédio de nove andares com um átrio do chão até o topo, em Manchester, Reino Unido.  Mais recentemente, Barbara Lane, diretora associada da Arup, ganhou a Medalha de Prata da Royal Academy of Engineering por sua excepcional contribuição para a engenharia britânica no projeto de estruturas de fogo. A Arup também foi premiada como a melhor consultoria de 2008 pela Royal Town Planning Institute.
A Evelyn Grace Academy (Londres), desenhada pelos arquitetos Zaha Hadid e pela Arup ganhou o prestigiado RIBA Stirling Prize em 2011.

## Arup Fellows
“Arup Fellow” é um título honorário vitalício concedido a um grupo seleto na empresa. Ele reconhece as conquistas técnicas de um funcionário da Arup, não só dentro da empresa, mas também na indústria como um todo. Eles são considerados modelos a seguir com experiência de nível mundial e que colocam efetivamente a teoria em prática.
Os “Arup Fellows” atuais são: Cecil Balmond, Tristram Carfrae, Pat Dallard, Naeem Hussain, Alisdair McGregor, Mike Glover, Andy Sedgwick, Harry Hansen, Brian Simpson, Adam Stojanovski, Michael Willford, Corinne Swain, Peter Johnson, Martin Manning, Alan Burge, Jack Pappin, Davar Abi-Zadeh, Raymond Yau, Graham Dodd, Richard Sturt and Chris Twinn.

## Funcionários notáveis
- Sir Ove Nyquist Arup (1895–1988), engenheiro estrutural e filósofo, fundador da empresa, condecorado com a Real Medalha de Ouro RIBA de Arquitetura 1966 e a Medalha de Ouro do Instituto de Engenheiros Estruturais de 1973.
- Peter Dunican (1918-1989), engenheiro estrutural, primeiro presidente da Ove Arup Partnership (1977-1984), e presidente do Instituto de Engenheiros Estruturais entre 1977 e 1978.
- Sir Jack Zunz (1923 - ), engenheiro civil, e principal projetista estrutural da Sydney Opera House, Medalha de Ouro do IStructE de 1988.
- Leszek Dobrovolsky (1965 -), designer de transporte, fundador do grupo Projeto Intercâmbio da Arup, designer de conceito para Stratford e das estações internacionais de Ebbsfleet.
- Sir Philip Dowson (1924 - ), arquiteto, sócio-fundador da Arup Associates, Medalha de Ouro real de 1981, e presidente da Royal Academy (1993-1999).
- Povl Ahm (1926-2005), engenheiro estrutural, engenheiro principal para a Catedral de Coventry, e presidente da Ove Arup & Partners (1984-1992).
- Professor Sir Ted Happold (1930-1996), engenheiro estrutural, sócio-diretor do Centro Pompidou, e fundador da Buro Happold em 1976.
- Peter Rice (1935-1992), engenheiro estrutural, responsável pela geometria do telhado da Sydney Opera House e compilação do projeto para o Centro Pompidou.
- Sir Michael Duncan (1937 - ), engenheiro civil , presidente da Ove Arup & Partners (1997-2000), membro honorário do Royal Institute of British Architects, curador da Fundação Ove Arup , Medalha de Ouro do IStructE de 2000.
- Dr. Edmund Hambly (1942-1995), engenheiro estrutural, e presidente da Instituição de Engenheiros Civis (1994-1995).
- Steven Groák (1944-1998), chefe de pesquisa e desenvolvimento da Ove Arup Partners (1990-1998)
- Cecil Balmond (1943 -), engenheiro estrutural, fundador da Unidade de Geometria Avançada da Arup, designer-chefe do Centro Pompidou-Metz, a torre CCTV em Pequim, o Pavilhão Serpentine Ito- Balmond , e a ArcelorMittal Orbit .
- Mike Glover (1946 -), engenheiro civil e estrutural, e diretor técnico do Channel Tunnel Rail Link  Medalha de Ouro do IStructE de 2008.
- Terry Hill (1948 - ), engenheiro civil e economista, presidente da Arup de 2004-2009, Presidente da Administração da Arup a partir de 2009, Presidente do UK Steering Group in HM Treasury, Presidente da International Organization for Standardization (ISO) em 2013 e 2014.
- Tony Fitzpatrick (1950-2003), engenheiro estrutural, e líder do projeto da Millennium Bridge.
- Philip Dilley (1955 -), engenheiro civil, presidente da Arup a partir de 2009, presidente do London First, Presidente da Infraestrutura e Desenvolvimento Comunitário Urbano no Fórum Econômico Mundial.

Professor Chris Wise ( 1956 - ), engenheiro estrutural, e mais tarde professor de Design Criativo no Imperial Collegeː
- Tim Jarvis (1966 -), cientista ambiental, escritor e explorador.
- Rogier van der Heide (1970 -), designer de iluminação, e ex-líder da consultoria de iluminação da Arup, e mais tarde diretor de design na Philips Lighting.
- Rob Leslie -Carter (1970 -), engenheiro civil, gerente de projeto do Centro de Dança Laban e do Cubo D´água de Pequim. Eleito o melhor gestor de projeto do Reino Unido em 2003.

## Empresas relacionadas
A Arup foi uma das primeiras empresas de consultoria de engenharia a adotar uma abordagem multidisciplinar holística para projetos de engenharia. Um certo número de seus funcionários formaram outras empresas, muitas vezes com paralelos significativos com a Arup. Em 1976, Edmund Happold (engenheiro do Centro Pompidou) e outros seis engenheiros deixaram a Arup para formar a Buro Happold em Bath. Mark Whitby deixou a Buro Happold para formar Whitby Bird. Em 1999, Chris Wise (engenheiro da Millennium Bridge) e Sean Walsh deixaram a Arup para formar Expedition Engineering em Londres.